# Alfred (film fra 1995)
 Ikke at forveksle med Alfred.
Alfred er en svensk biografisk dramafilm fra 1995 instrueret af Vilgot Sjöman. Filmen handler om den svenske ingeniør Alfred Nobels liv og fokuserer på hvordan han opfandt dynamit, samt hvordan han i sit senere liv grundlagde Nobelprisen. Filmen blev Vilgot Sjömans sidste som instruktør.

## Medvirkende (i udvalg)
- Sven Wollter som Alfred Nobel
- Jarl Kulle som Immanuel Nobel den yngre
- Rita Russek som Bertha von Suttner
- Iwar Wiklander som Robert Nobel
- Per Myrberg som Ludvig Nobel
- Yves Jacques som Georges Fehrenbach
- Viveka Seldahl som Paulina Nobel
- Sif Ruud som Andriette Nobel